# Immersion de déchets radioactifs
Pour un article plus général, voir Gestion des déchets radioactifs.

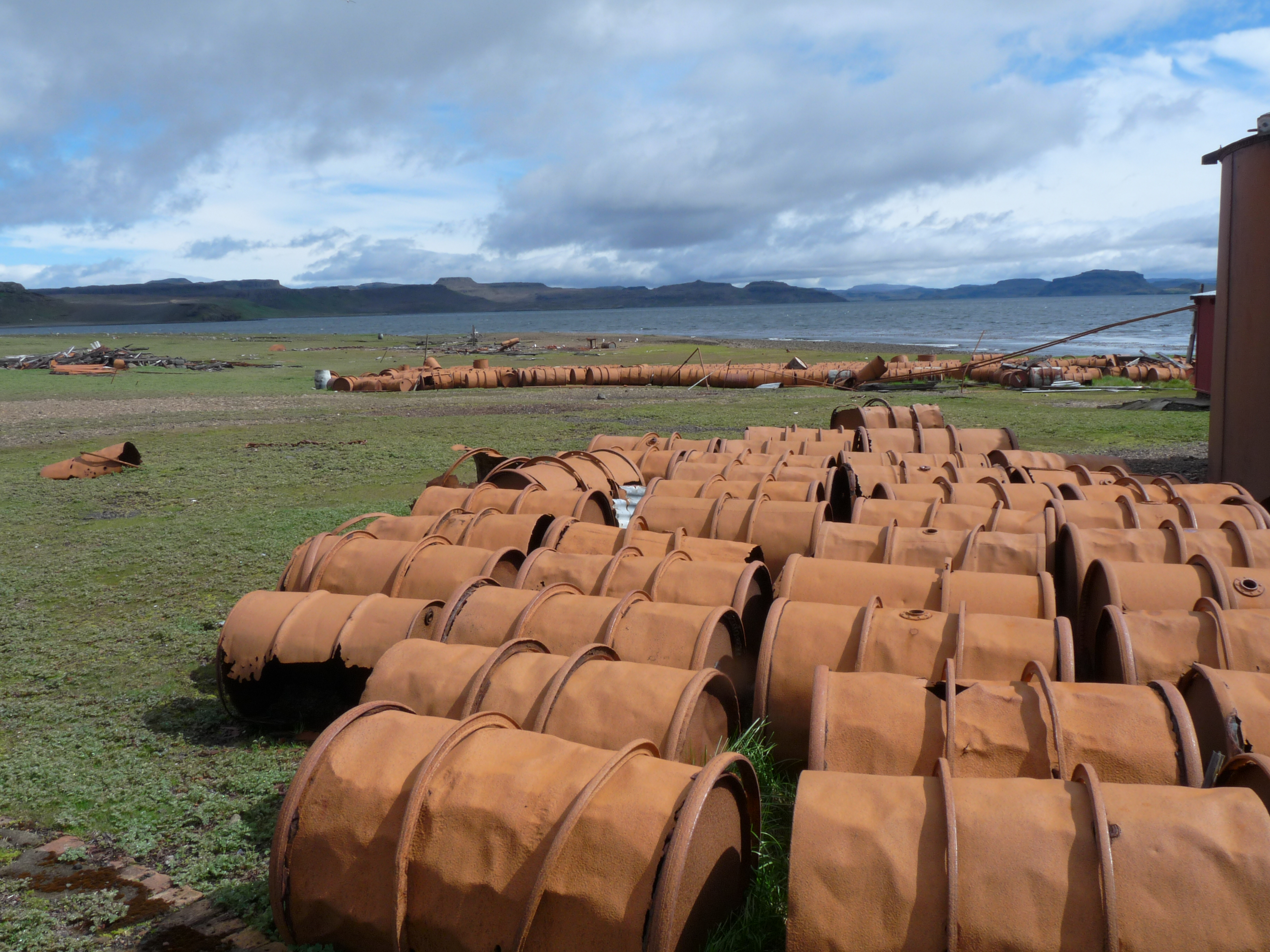
Fûts de déchets radioactifs attendant leur immersion depuis 80 ans.

L'immersion de déchets radioactifs est un processus de gestion des déchet radioactifs par immersion en fond marins. Entre sa première utilisation en 1946 et sa dernière utilisation avant son interdiction en 1993, plusieurs centaines de milliers de barils ont été immergés soit une radioactivité totale d’environ 85 000 téra-becquerels. En tout, 14 pays ont procédés à des immersions sur plus de 80 sites dans les océans Pacifique, Atlantique et Arctique (et leurs mers adjacentes).

## Déchets

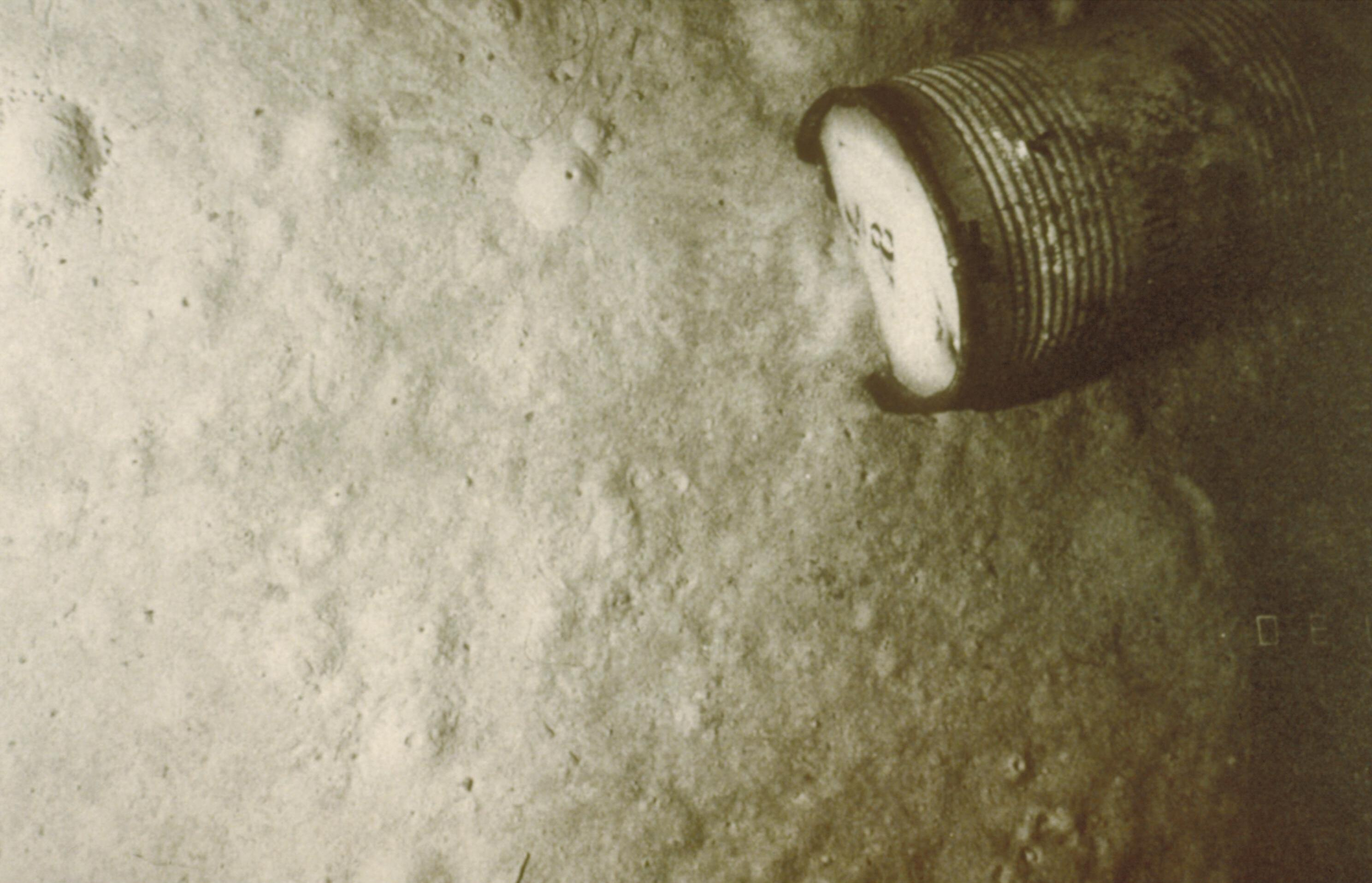
Fûts de déchets faiblement radioactifs en Atlantique Nord-Est.

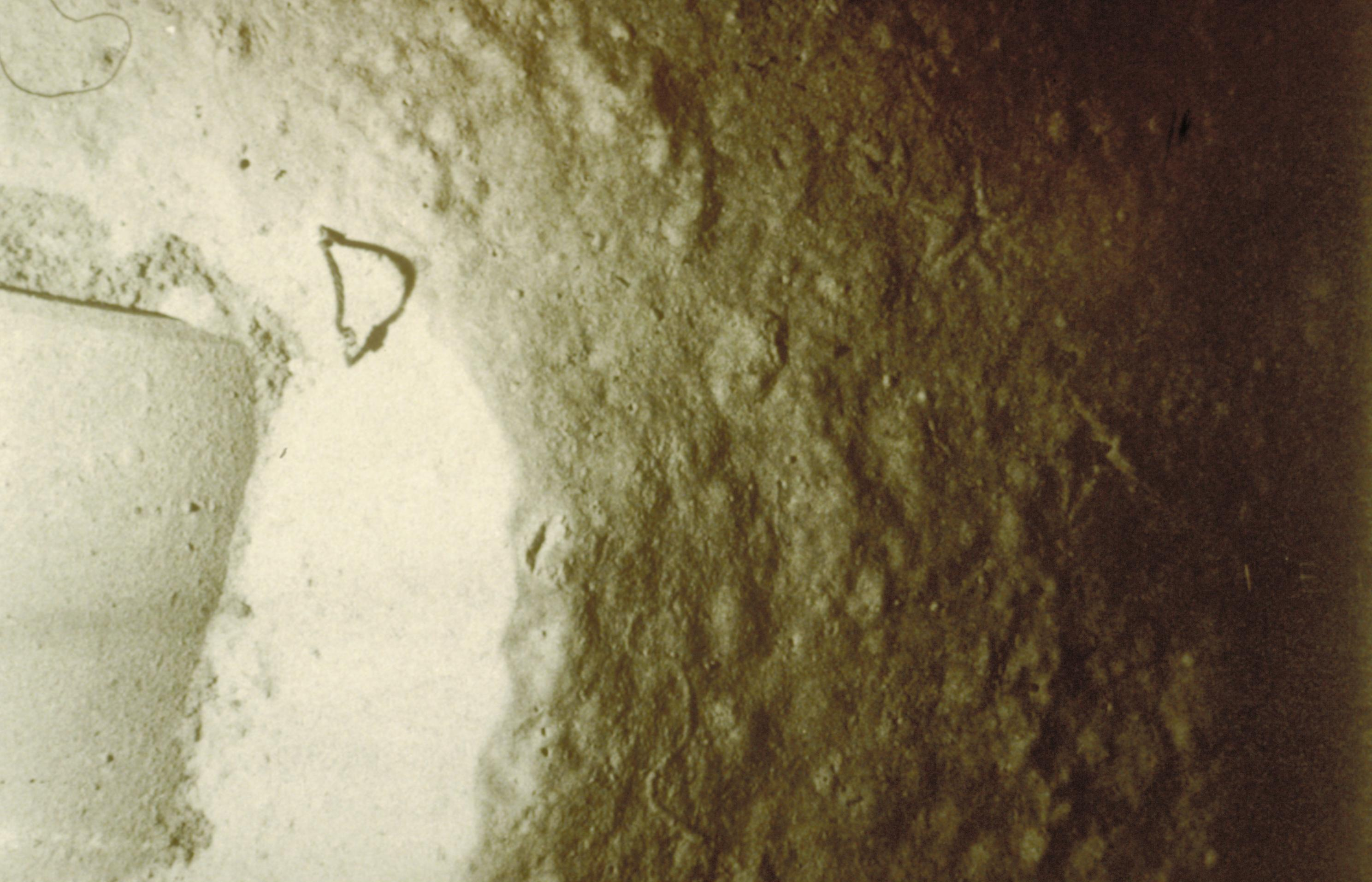
Fûts de déchets faiblement radioactifs en Atlantique Nord-Est.

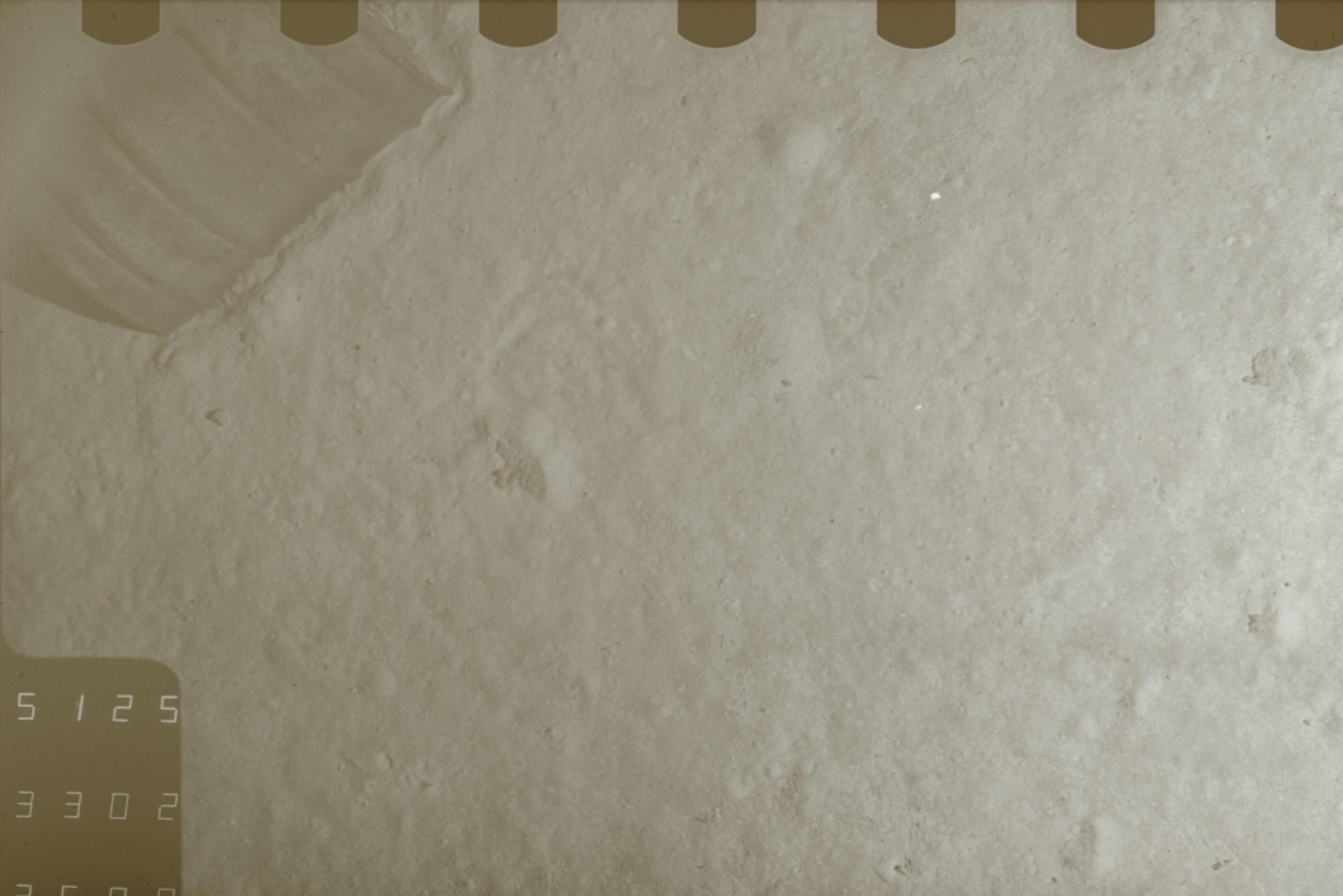
Fûts de déchets faiblement radioactifs en Atlantique Nord-Est.

Les déchets immergés ont une radioactivité allant de faible à moyenne, 99% de la radioactivité totale provient des déchets contenant des émetteurs bêta/gamma, notamment des produits de fission et d'activation tels que le strontium 90, le césium 137, le fer 55, le cobalt 58, le cobalt 60, l'iode 125, le carbone 14 et le tritium. Les déchets sont de deux types différents. Ils peuvent être sous forme de boue ou liquides et sont directement envoyés dans des sites dédiés en mer ou mis en conteneur sans transformation d’état. Ils peuvent aussi être solides (comme du petit matériel, des outils, vêtements, ferrailles, des plastiques) et ils sont conformément aux recommandations de l’AIEA, emballés dans des fûts métalliques préalablement incorporés dans une matrice en béton, de ciment ou de bitume. Enfin, il peut aussi y avoir des cuves de réacteur nucléaires contenant du combustible venant d’États-Unis ou d’ex-URSS. Les conteneurs sont alors transporté par porte-conteneurs puis jetés par dessus bord, sans enfouissement,,.

## Historique
En tout, 14 pays ont procédés à des immersions sur plus de 80 sites du Pacifique et de l’Atlantique
En 1982, les derniers déchets radioactif (hors ex-URSS) sont immergés dans l'Atlantique, à environ 550 km au large du plateau continental européen,.
Les pays qui ont pratiqué l’immersion sont des pays nucléarisés, comme les États-Unis, la France, la Belgique, le Royaume-Uni, l’Italie, la Suède, la Suisse, les Pays Bas ou encore l’URSS.

### États-Unis
La première immersion de déchets radioactifs est réalisée par les États-Unis en 1946. L’immersion se déroule à 80 km au large de la Californie. Ils utilisent l’immersion jusqu’en 1959 et ont jeté 27 000 fûts dans le Pacifique et 23 000 dans l’Atlantique soit 3 500 TBq.

### France
La France a procédé à des immersions de déchets radioactifs dans l’Atlantique, elle participe aux campagnes organisées par l’AEN en 1967 et 1969. Pendant ces deux opérations, la France a immergé 14 200 tonnes de déchets radioactifs conditionnés venant du site de Marcoule, d’une activité totale d’environ 350 TBq,. Elle ne participe pas aux suivantes puisque l'ouverture du centre de stockage de la Manche est autorisé en 1969. En parallèle, elle a utilisé deux sites dans le pacifique, non loin de l’atoll de Mururoa pour immerger des déchets à plus de 2 000 mètres de fond entre 1972 et 1982, et comprennent 2 500 tonnes soit 0,07 TBq,.

### Agence pour l’énergie nucléaire
En 1967, l’Allemagne, la Belgique, la France, le Royaume-Uni et les Pays Bas ont immergé à plus de 4 600 m de profondeur 34 021 conteneurs soit 11 000 tonnes de déchets radioactifs à 400 km au large de la Galice (Espagne),.
|             | Nombre de conteneurs | Masse (t) | Activité (TBq) |
| Allemagne   | 480                  | 181       | 0.2            |
| Belgique    | 1945                 | 600       | 7              |
| France      | 31 596               | 9 184     | 220            |
| Royaume Uni |                      | 722       | 66             |
| Pays Bas    |                      | 207       | 0.07           |
| Total       | 34 021               | 10 894    | 293.27         |

L'AEN entreprend une nouvelle opération en 1969, avec la collaboration de la Belgique, la France, le Royaume Uni, l'Italie, les Pays-Bas, la Suède et la Suisse. Durant cette opération, 9 000 tonnes de déchets d'une radioactivité totale de 900 TBq sont immergés à 900 km à l'ouest de la Bretagne à une profondeur moyenne de 4 300 m.
|             | Nombre de conteneurs | Masse (t) | Activité (TBq) |
| Belgique    | 2 222                | 600       | 18             |
| Italie      | 100                  | 45        | 0.2            |
| France      | 14 800               | 5 015     | 134            |
| Royaume Uni |                      | 1878      | 665            |
| Pays Bas    |                      | 303       | 1              |
| Suède       | 2895                 | 1081      | 3.2            |
| Suisse      | 100                  | 224       | 13             |
| Total       | 20 117               | 9 146     | 834.4          |

De 1971 à 1982, la Belgique, le Royaume Uni, les Pays-Bas et la Suisse participent à l'immersion de 87 000 conteneurs soit une activité totale de 36 000 TBq dans un site de 4 000 m2 situé au large du golfe de Gascogne à 1 000 km des côtes françaises.
|             | Nombre de conteneurs | Masse (t) | Activité (TBq) |
| Belgique    | 51 157               | 27 026    | 2090           |
| Royaume Uni |                      | 23 788    | 29 050         |
| Pays Bas    | 28 428               | 18 652    | 5 097          |
| Suisse      | 7 370                | 5 097     | 4 407          |
| Total       | 86 955               | 74 563    | 35 882         |

### Suède
En plus de sa participation à l'AEN, la Suède à immergé 230 conteneurs (soit 44 m3) d’une activité totale de 15 GBq en mer Baltique, à 30 km au sud est de l’île d’Örja entre 1959 et 1961.

### Royaume-Uni
Les Britanniques procèdent en 1948 à une l'immersion déchets liquides à l’est de Norwitch, en 1949 ils immergent lors d’une expérimentation, 9 tonnes de déchets d’une activité de 0,04 TBq dans l’océan Atlantique Nord à 600 km à l’ouest de la Bretagne,. Les britanniques sont responsables de 80% des fûts de déchets immergés en Atlantique.

### URSS
Les immersions de l’URSS ont un impact radioactif total de 38 370 TBq et on eu lieu dans l’océan glacial Arctique entre 1960 et 1991. Malgré la convention de 1993 qui interdit les immersions, l’URSS continue à déverser des fûts de déchets radioactifs en mer.

## Réglementation
En 1958, une conférence de l'Organisation des Nations unies sur le droit de la mer formule les premières recommandations de législation,.

« [La Conférence des Nations Unies sur le droit de la mer] Recommande que l'Agence internationale de l'énergie atomique, […] poursuive toutes études et prenne toutes mesures nécessaires pour aider les Etats à réglementer la décharge ou l'immersion des matériaux radioactifs dans la mer. »

L’Agence internationale de l’énergie atomique (AIEA) recommande en 1961 que les immersions soient supervisées par une autorité compétente et uniquement dans des sites dédiés. En 1967, l’Agence pour l’énergie nucléaire (AEN) de l’OCDE commence à superviser les immersions auprès de l’Union Européenne. En 1972, à la suite de la signature de la convention de Londres qui n’entreras en vigeur qu’en 1975 est signée la convention d’Oslo, l’immersion de déchets fortement radioactifs est interdite et il est exigé d'avoir une autorisation pour les déchets faiblement radioactifs,.
Un moratoire de 10 ans sur l’immersion des déchets est adopté en 1983 en attendant un examen global sur la question,,.
C’est à l’issue de cet examen, en 1993 que les signataires de la convention de Londres interdisent tout type de rejet de déchet radioactifs dans la mer dans un traité des nations unies,,,.

## Répartition

### Localisation
|                                 | Activité α (TBq) | Activité β/λ (TBq) | Activité totale (TBq) | Pourcentage de l’activité totale |
| Atlantique Nord-Est             | 675              | 41 645             | 42 320                | 49.7%                            |
| Atlantique Nord-Ouest           |                  | 2942               | 2942                  | 3.5%                             |
| Arctique                        |                  | 38 370             | 38 370                | 45.1%                            |
| Pacifique Nord-Est              | 0.04             | 554                | 554                   | 0.7%                             |
| Pacifique Ouest                 |                  | 892                | 892                   | 1%                               |
| Pacifique (Polynésie française) | 0.07             | 0.02               | 0.09                  |                                  |
| Total                           | ~675             | ~84 400            | ~85 100               | 100%                             |

## Surveillance
À la suite de l’arrêt des immersions de déchets radioactifs en mer (la dernière ayant eu lieu en 1982 pour la France et en 1983 pour le Royaume-Uni), la question de leur suivi environnemental est devenue importante. La surveillance vise à évaluer les éventuels impacts à long terme de ces pratiques sur les écosystèmes marins, malgré l’absence de preuve actuelle d’un effet sanitaire ou environnemental mesurable. Elle est motivée par un double objectif : répondre aux interrogations légitimes du public et des décideurs, et disposer d’une base scientifique pour évaluer la sûreté des déchets immergés.

### Mission Noddsum
En avril 2025, une mission scientifique française a été lancée pour cartographier les fûts de déchets radioactifs immergés dans l’Atlantique Nord entre les années 1950 et 1980. Cette initiative vise à localiser précisément ces déchets, dont la position exacte reste incertaine, afin d’évaluer leur état de dégradation et leur impact potentiel sur l’environnement marin.
La mission s’appuie sur des technologies avancées de cartographie sous-marine et de détection, telles que l’utilisation de drones sous-marins et de sonars, pour identifier et analyser les fûts immergés. Ces équipements permettent de recueillir des données précises sur la localisation et l’état des conteneurs, facilitant ainsi une évaluation plus approfondie des risques environnementaux associés,.
La mission NODDSUM a exploré les eaux internationales, à 1 000 km au sud-ouest de Brest et à 650 km au nord-ouest de La Corogne, en Espagne. Elle a découvert dans cette zone 3 350 fûts de déchets radioactifs. Sur cette zone, les outils de mesure de radioprotection ont indiqué des valeurs comparables au bruit de fond environnemental,.

### Surveillance en Atlantique Nord-Est
Dès 1986, une coopération a été établie sous l’égide de l’Agence pour l'énergie nucléaire (AEN) de l’OCDE pour organiser un programme de surveillance des sites d'immersion en Atlantique Nord-Est. Depuis cette date, plusieurs campagnes d’observation ont été menées, notamment en 1994, 1996, 1997, 2000, 2003 et 2013, sur les zones d’immersion britanniques, belges, suisses, néerlandaises, allemandes et françaises. Ces campagnes comportent des mesures de radioactivité dans l'eau, les sédiments et la faune marine, et montrent que les niveaux mesurés restent globalement très faibles, souvent proches du bruit de fond naturel.

### Surveillance des atolls de Mururoa et d’Hao
Les atolls de Mururoa et d’Hao, en Polynésie française, ont fait l’objet de programmes spécifiques de surveillance à la suite des essais nucléaires français menés entre 1966 et 1996. Dès 1996, des missions scientifiques ont été mandatées pour évaluer les impacts potentiels des déchets immergés et pour contrôler l’état de l’environnement marin. Ces programmes incluent des prélèvements réguliers d’eau, de sédiments et d’organismes marins, accompagnés d’analyses radiologiques détaillées.